# أبو سمبل (نصر النوبة)

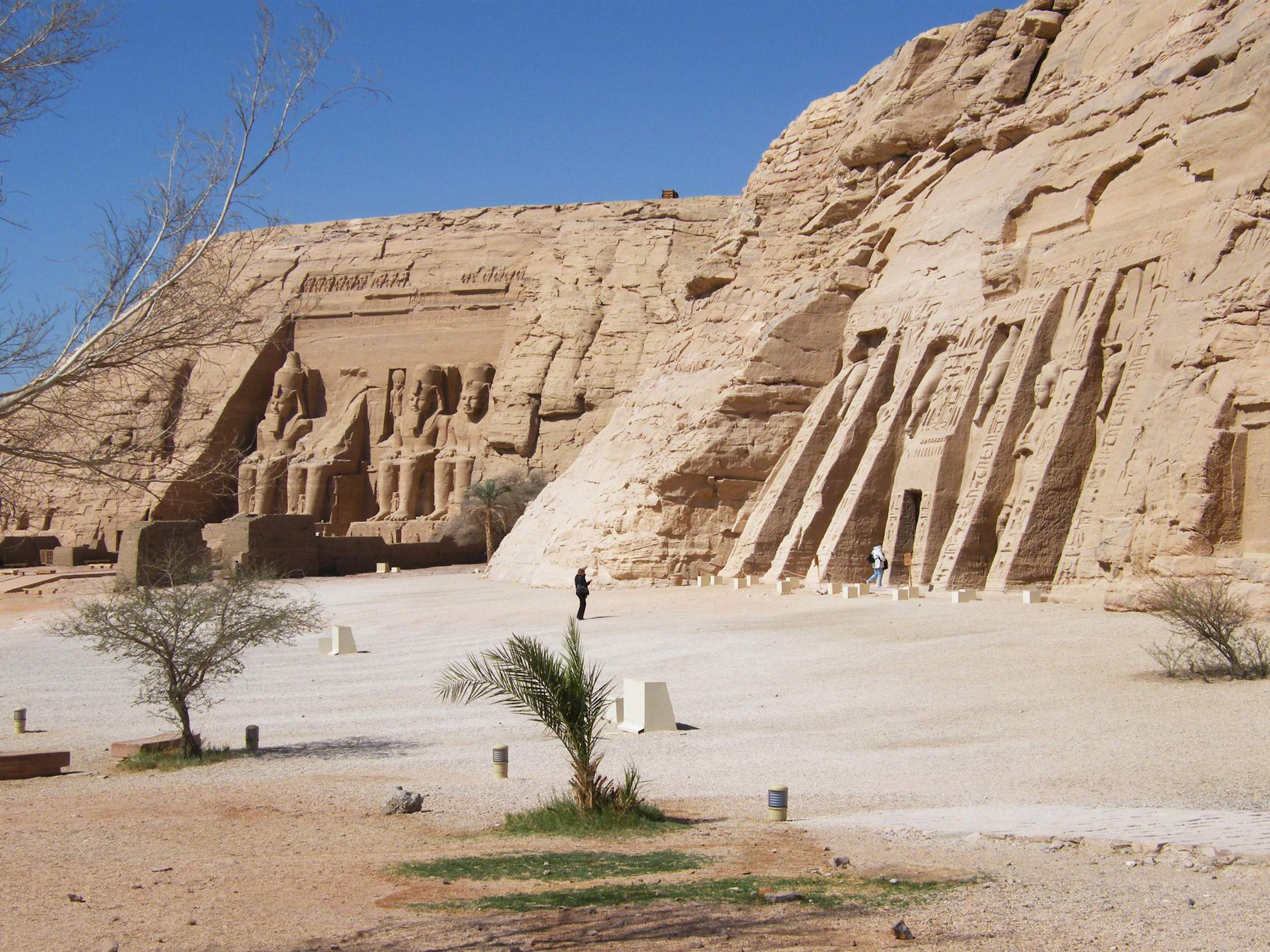
معابد أبو سمبل

قرية أبو سمبل هي قرية توجد في الجزء المصري من النوبة، حوالي 240 كـم (150 ميل) جنوب غرب أسوان، وبالقرب من الحدود مع السودان. سنة 2012، كان يبلغ عدد سكانها حوالي 2600 نسمة. اشتهرت بأنها موقع معابد أبو سمبل، التي بناها الملك رمسيس الثاني.

## الموقع والمناخ
تقع أبو سمبل في جنوب مصر، ليس بعيدًا عن الحدود مع السودان. إداريًا هي جزء من محافظة أسوان. تقع الحدود السودانية على بعد حوالي 20 كـم (12 ميل) فقط إلى الجنوب الغربي؛ تنطلق الحدود من خط عرض 22° شمالا هنا، وتُشكل نتوء وادي حلفا. ومع ذلك، فإن مسار الحدود متنازع عليه. تطالب مصر بإقليم وادي حلفا البارز حتى خط العرض 22 في الجنوب. تقع أقرب مدينة، وادي حلفا، على بعد 65 كـم (40 ميل) جنوب غرب أبو سمبل في الأراضي السودانية، على الضفة الشرقية لبحيرة النوبة، الاسم السوداني لبحيرة ناصر. تم نقل المدينة، مثل معبد أبو سمبل، إلى أرض مرتفعة بسبب الفيضانات الناجمة عن ملء الخزان.
ويرتبط أبو سمبل بمحافظة أسوان بطريق يمر غرب بحيرة ناصر عبر الصحراء الليبية. يتم استخدامه في الغالب عن طريق الحافلات السياحية التي تجلب الزوار إلى معابد أبو سمبل، ولكن لها أيضًا أهمية لمشاريع الري في أجزاء الصحراء الواقعة بالقرب من الخزان. بحيرة ناصر صالحة للملاحة، لذلك يمكن الوصول إلى أبو سمبل من على ضفاف البحيرة. عدد قليل من سفن الرحلات البحرية تبحر في البحيرة عند منبع السد العالي. يمكن الوصول إلى القرية عن طريق الجو عبر مطار أبو سمبل.
تقع أبو سمبل في واحدة من أكثر مناطق مصر دفئًا وجفافًا. في أشهر الصيف، تصل درجات الحرارة المرتفعة بسهولة إلى 40 °م (104 °ف) في المتوسط. على الرغم من الاختلافات الكبيرة في درجات الحرارة بين النهار والليل، نادرًا ما تنخفض درجات الحرارة في الصيف إلى أقل من 20 °م (68 °ف). الشتاء معتدل مع ارتفاع يبلغ حوالي 25 °م (77 °ف)، عندما تنخفض درجات الحرارة أحيانًا عن 10 °م (50 °ف) في الليل. هطول الأمطار نادر جدًا هنا لدرجة أنه من المستحيل تحديد «موسم الأمطار» لأبو سمبل.

## التاريخ
في الماضي، كانت قرية أبو سمبل تقع على الضفة الغربية لنهر النيل بين الشلال الأول والثاني للنيل. تغطي بحيرة ناصر اليوم شلالين بالقرب من أسوان ووادي حلفا، والتي سميت على اسم الرئيس المصري السابق جمال عبد الناصر. في زمن رمسيس الثاني، كانت الحدود الجنوبية لمملكة الفراعنة تقع بالقرب من الشلالين. كان الهدف من بناء مجمع معبد أبو سمبل هناك إظهار قوة مصر وتفوقها الأبدي فيما يتعلق بروافد النوبة.
غمر السد الجديد النوبة السفلى بالكامل، وأصبح السكان بلا مأوى وأعيد توطينهم في مناطق أسوان وكوم أمبو. فقط في أبو سمبل تم تطوير قرية جديدة بها فندق ومطار. بسبب نقص الأراضي الزراعية، يعتمد جميع السكان الآن على السياحة. منذ مطلع الألفية، يجري تنفيذ العديد من المشاريع بهدف جعل المناطق الصحراوية المرتفعة خصبة باستخدام مياه البحيرة.
تم الانتهاء من بناء المعبد الكبير في أبو سمبل، والذي استغرق بناؤه حوالي عشرين عامًا، في حوالي العام 24 من عهد رمسيس الثاني. كانت مخصصة للآلهة آمون ورع وبتاح، وكذلك لرمسيس المؤله نفسه. تعتبر بشكل عام من أجمل المعابد التي تم تكليفها في عهد رمسيس الثاني، وواحدة من أجمل المعابد في مصر. المدخل الفردي محاط بأربعة تماثيل ضخمة، 20 م (66 قدمًا)، كل منها يمثل رمسيس الثاني جالسًا على العرش ويرتدي التاج المزدوج لمصر العليا والسفلى. تعرض التمثال الموجود على يسار المدخل مباشرة لأضرار في زلزال، مما تسبب في سقوط الرأس والجذع؛ لم تتم استعادة هذه القطع المتساقطة إلى التمثال أثناء النقل ولكن تم وضعها عند قدمي التمثال في المواضع التي تم العثور عليها في الأصل. بجانب ساقي رمسيس عدد من التماثيل الصغيرة الأخرى التي لا يزيد ارتفاعها عن ركبتي الفرعون التي تصور: زوجته الرئيسية نفرتاري؛ وأمه الملكة تويا؛ وابنيه الأولين آمون خبيشيف ورمسيس ب، وبناته الست الأوائل: بنت عنتا، وبكتموت، ونفرتاري، وميرت آمون، ونبت تاوي، وإست نفرت.